# Saint-Pierre-du-Regard
Saint-Pierre-du-Regard è un comune francese di 1 299 abitanti situato nel dipartimento dell'Orne nella regione della Normandia.

## Società

### Evoluzione demografica
Abitanti censiti